# Il crepuscolo dei vampiri
Il crepuscolo dei vampiri (When Twilight Burns) è un romanzo fantasy paranormal romance del 2008 di Colleen Gleason, quarto libro della serie de L'eredità dei Gardella. È stato pubblicato il 5 agosto 2008 negli Stati Uniti e l'8 ottobre 2009 in Italia.

## Trama
Victoria torna a Londra per trasferire i suoi averi a Grantworth House, vecchia residenza di Eustacia, in vista dell'arrivo del nuovo marchese di Rockley, James; la ragazza, però, nonostante non sia diventata un vampiro, sente la sete di sangue e a volte la vista le diventa rossa. Per risolvere il problema, Sebastian porta Victoria in un covo di vampiri dove spera di trovare alcuni documenti che possano chiarire il mistero; tuttavia, trovano solo uno dei cinque anelli dati da Lilith ai suoi Guardiani più fedeli e il cadavere di Briyani, il nipote di Kritanu. Poco dopo, Sarafina Regalado e George Starcasset tornano a Londra e cominciano a verificarsi attacchi di vampiri in pieno giorno. Sebastian deduce che la cosa può essere riconducibile a una pozione creata con il fiore Amorphophallus pusillum, che permette ai vampiri non solo di girare sotto la luce del sole, ma evita che la loro presenza venga percepita dai Cacciatori. Mentre la madre cerca di spingere Victoria tra le braccia di James, il poliziotto Bemis Goodwin comincia a sospettare che dietro le aggressioni ci sia proprio la ragazza e, al ritrovamento del terzo cadavere, viene arrestata e portata dal magistrato per essere processata e impiccata. Victoria, però, riesce a scappare e tornare a casa, abbandonando i suoi inseguitori alla mercé dei vampiri incontrati durante la fuga. Alcuni giorni dopo, la ragazza viene invitata a un giro notturno in carrozza con James de Lacy, Sarafina, George, l'amica Gwendolyn Starcasset e il fidanzato di quest'ultima, Brodebaugh. Per evitare che Max la segua e si metta in pericolo, non avendo più la vis bulla, lo droga e lo imprigiona in casa; durante la gita, il gruppo viene attaccato da alcuni vampiri, che vengono sconfitti da Sebastian, Victoria e Kritanu. Cessato il pericolo, La ragazza finisce prigioniera di Lilith mentre James la riaccompagna a casa: mordendola, la regina si accorge che ha del sangue di vampiro nelle vene e che, prima o poi, per quanto combatta, si trasformerà in una non morta. Dopo essere scappata, Victoria e Sebastian vanno di notte a casa di James e la ragazza, dopo aver scoperto che si tratta del vampiro Malachai e che il vero marchese è morto, lo uccide. Nel frattempo, si avvicina l'incoronazione di re Giorgio IV e, saputo da Sebastian che George è diventato uno dei favoriti della consorte del principe Caroline, Victoria sospetta che il ritorno di Lilith a Londra sia legato all'evento. Durante l'incoronazione, infatti, i Cacciatori scoprono che la regina è un vampiro e sventano il piano di uccidere il re di ritorno alla sua residenza.
Tornati a Grantworth House, Max scatena la sua ira contro Victoria perché lei l'ha drogato in occasione della gita notturna, mentre lei gli rinfaccia di averla fatta rapire da Sebastian a Roma per non far saltare la sua copertura come membro del Tutela. I due cominciano a lottare, finendo per fare l'amore tutta la notte. La mattina dopo, al risveglio, Victoria riceve un pacchetto con il marchio dei Brodebaugh, contenente due ciocche di capelli, una di Kritanu e una di Sebastian, e poco dopo due dita mozzate. La ragazza si dirige così a villa Brodebaugh insieme a Max per strapparli dalle grinfie di George e Sarafina; Max, però, viene catturato e portato da Lilith. Per salvarlo, Victoria prende l'anello di rame trovato da lei e Sebastian per consegnarlo a Lilith. Nel suo covo, la non morta le fa affrontare tre enormi cani vampiro, scatenandone poi altri quattro contro Sarafina: pur essendole nemica, Victoria accorre in suo aiuto, vincendo così la lotta contro il sangue di vampiro che scorre nelle sue vene e allontanando definitivamente la minaccia di trasformarsi. Alla fine della lotta, Lilith scappa, mentre gli altri vampiri e Sarafina, ferita troppo gravemente, muoiono. Tornando a casa, Bemis Goodwin, membro del Tutela il cui fratello vampiro è stato ucciso, cerca di pugnalare Victoria, ma viene annegato da Sebastian. L'uomo capisce che Victoria ama Max, mentre quest'ultimo decide di starle lontano per non scatenare ulteriormente contro di lei la furia di Lilith; Victoria, però, non è disposta a lasciarlo andare.

## Edizioni
- Colleen Gleason, Il crepuscolo dei vampiri, traduzione di Milvia Faccia, Newton Compton Editori, 2009,  pp. 284, cap. 29 + prologo, ISBN 978-88-541-1610-8.
- Colleen Gleason, I cacciatori di vampiri - La saga completa dei Gardella, Newton Compton Editori, 2012,  p. 1073, ISBN 978-88-541-3706-6.